# Musée des Spahis de Senlis
Le Musée des Spahis de Senlis est un musée militaire dédié au corps de cavalerie légère coloniale des spahis sis sur le territoire de la commune de Senlis (Oise) en France.
Installé en 1978 dans l’hôtel construit par Raoul Ier de Vermandois, puis dans la chapelle du chancelier Guérin du palais épiscopal, devenu le Musée d'art et d'archéologie de Senlis, dès 1983, le musée des Spahis est établi depuis 1991 à l’entrée du Château Royal dans une maison acquise par la municipalité.

## Historique
La présence du musée dans les murs de Senlis trouve son origine historique dans le fait que celle-ci fut, à deux reprises, la ville de garnison de régiments de spahis.
Deux régiments tinrent en effet garnison dans la cité senlisienne : le 4e régiment de spahis marocains de 1928 à 1939 puis le 7e régiment de spahis algériens de 1948 à 1962, année de sa dissolution.
L'essentiel des collections du musée a été constitué grâce à une convention passée en 1993 entre la ville de Senlis et l'Association « Le Burnous » fondée en 1895 et regroupant d’anciens Spahis, Goumiers, Méharistes et Sahariens.

### Références

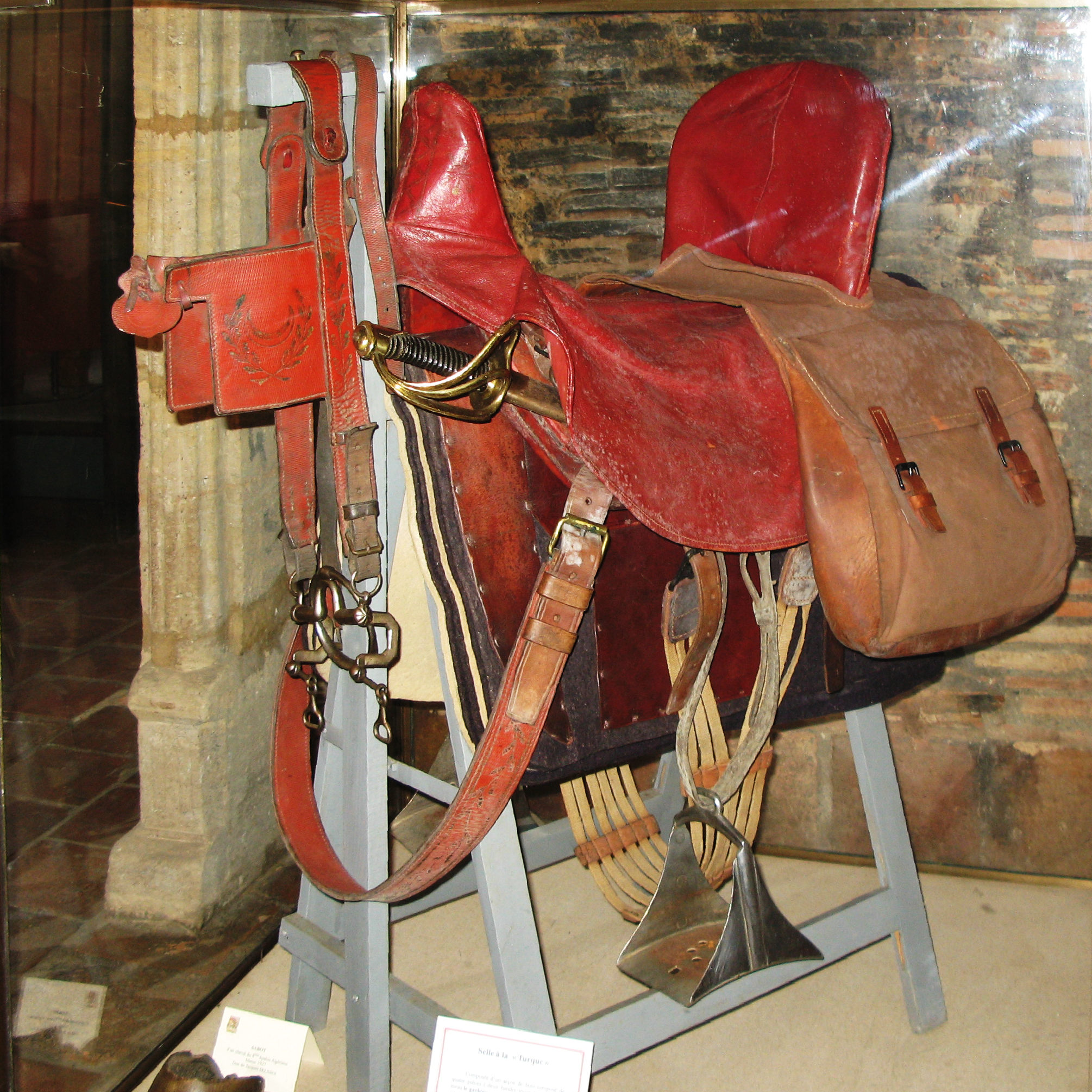
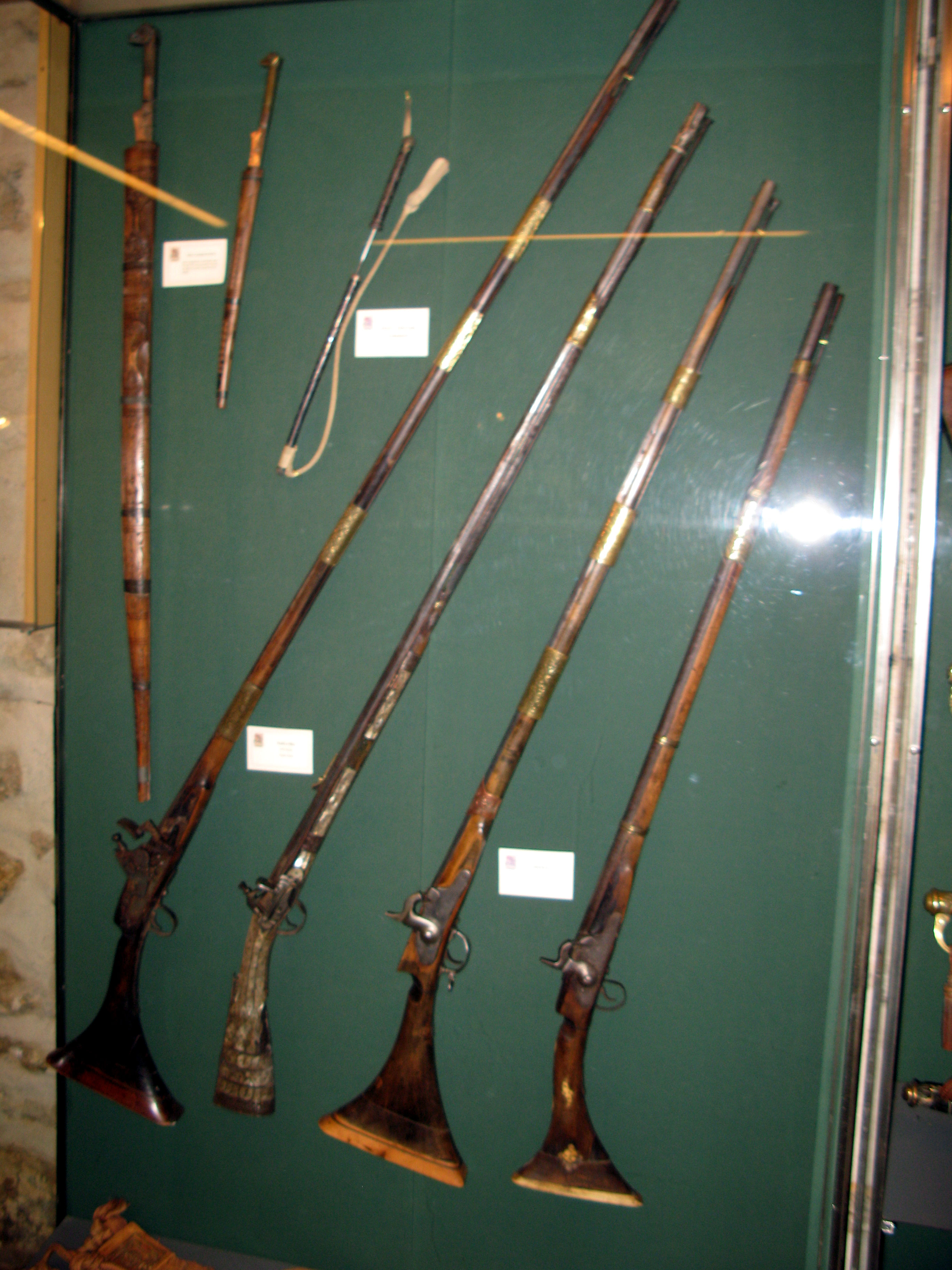

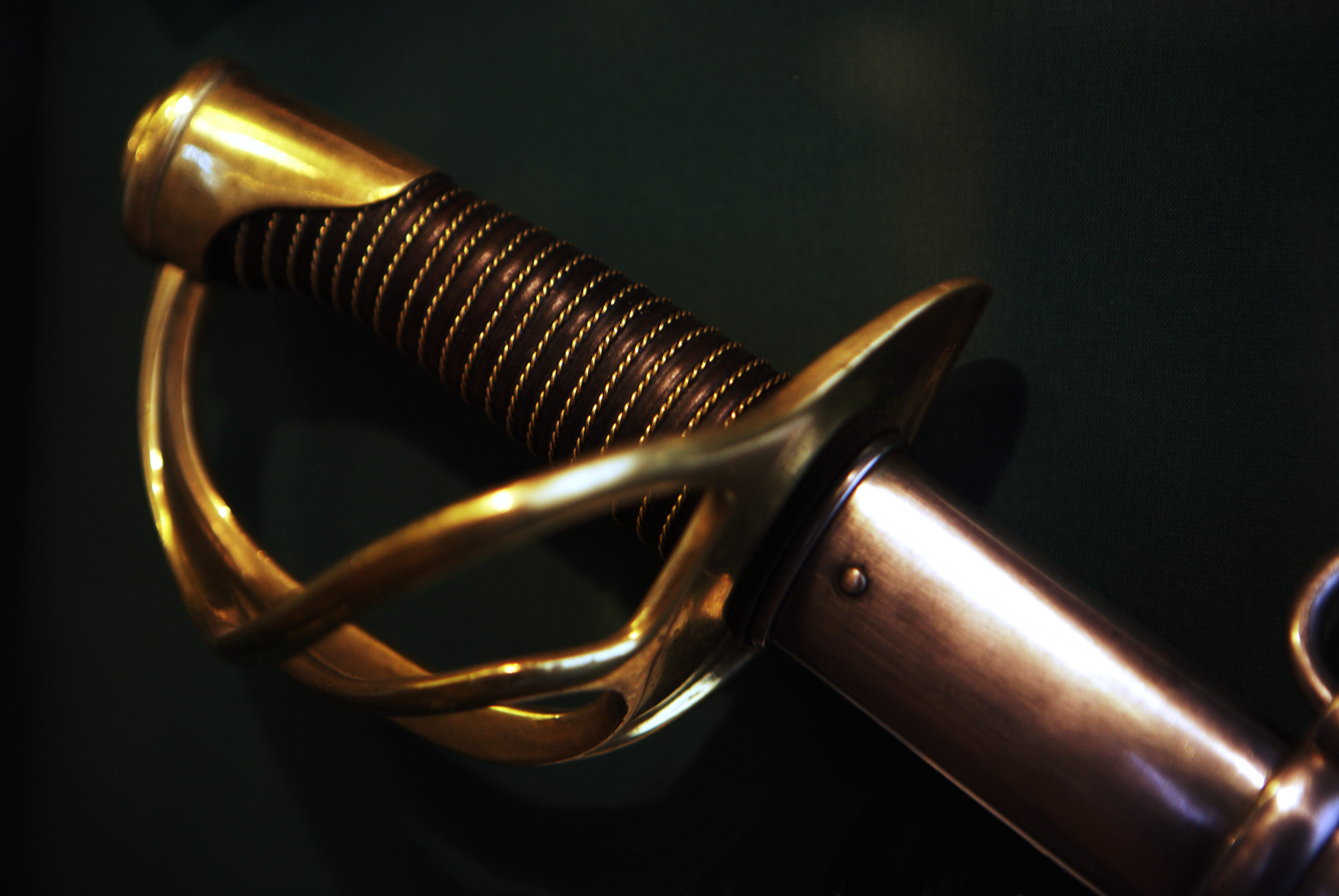
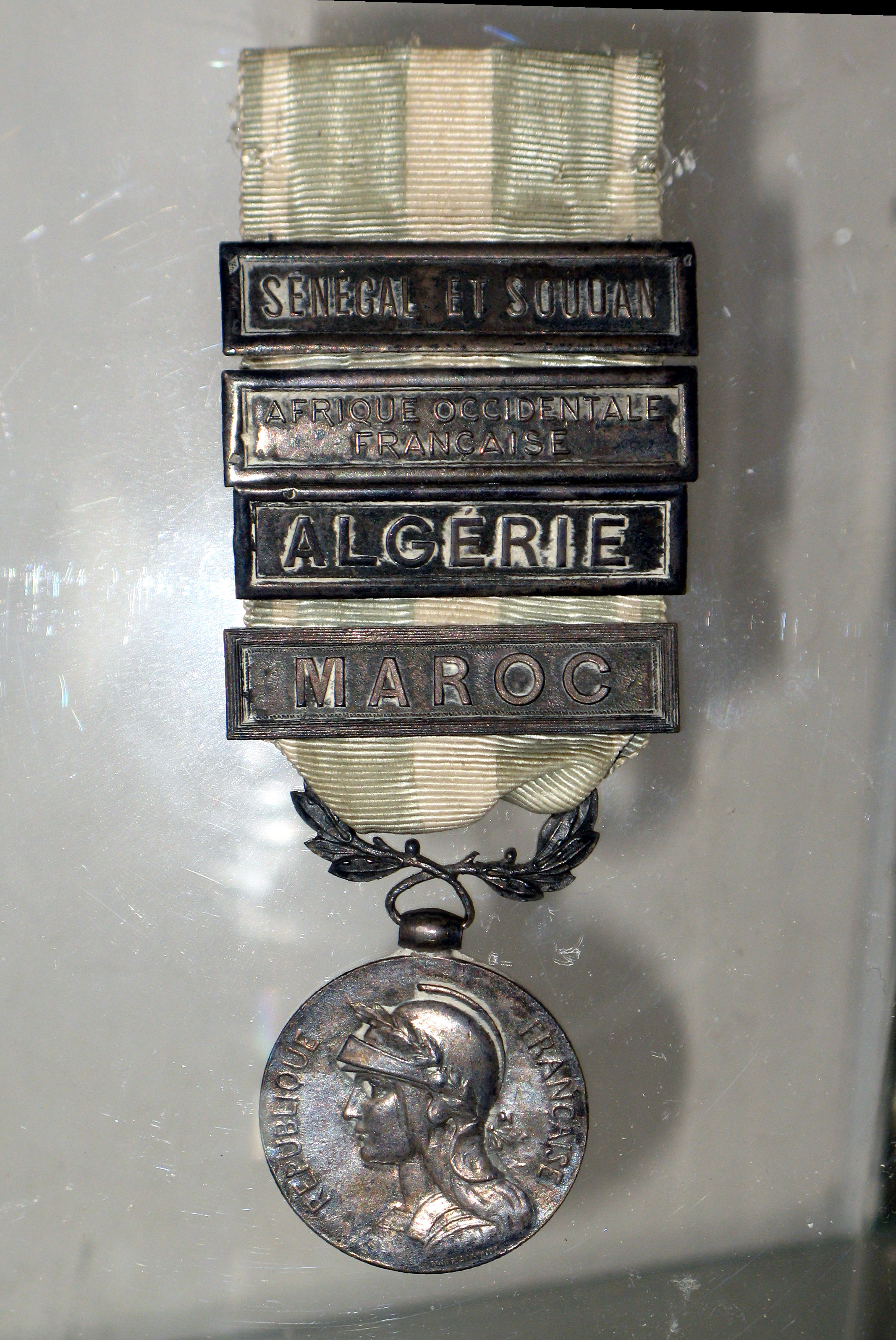